# Ypthima antennata
Ypthima antennata är en fjärilsart som beskrevs av Van Son 1955. Ypthima antennata ingår i släktet Ypthima och familjen praktfjärilar. Inga underarter finns listade i Catalogue of Life.